# Factor de protección solar

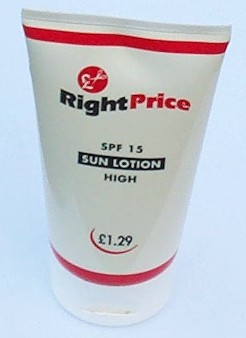
Tubo de protector solar factor 15.

El factor de protección solar (FPS) o índice de protección solar (IPS) indica la fracción de rayos ultravioleta (los causantes de las quemaduras solares) que recibe la piel protegida. Por ejemplo, un «índice de protección solar 15» significa que un 1⁄15 de los rayos ultravioletas llegará a la piel, asumiendo que el protector solar está distribuido uniformemente. Por tanto, una persona de piel clara que normalmente empieza a quemarse después de diez minutos al sol tardaría 15 veces ese tiempo con un FPS 15 (150 minutos o 2,5 horas).
Existen diferentes escalas para la valoración de la protección solar en función de la zona del espectro que se protege.

## Escala de los factores de protección solar
Los productos con filtros solares contienen ingredientes que absorben, bloquean y/o dispersan los rayos ultravioletas del Sol (UV). Estos productos han sido formulados para proporcionar diferentes grados de protección contra los rayos UVA, UVB e infrarrojos (IR).
El sistema numérico para medir el factor de protección solar fue establecido por la Administración de Alimentos y Medicamentos de Estados Unidos (FDA por sus siglas en inglés) para medir principalmente la cantidad de protección que el producto ofrece contra las quemaduras solares causadas por los rayos UVB. Todavía no se ha establecido un sistema para medir la protección contra los rayos UVA.
La fotoprotección solar es fundamental para evitar lesiones cutáneas como quemaduras y, con el paso del tiempo, cáncer.

## Los rayos ultravioletas
Existen tres diferentes tipos de rayos ultravioletas, que llegan a la tierra y afectan a los seres vivos dado su índice de radiación: UVA, UVB y UVC. Solo los UVA y los UVB penetran la capa de ozono: los rayos UVA penetran la dermis e hipodermis, capas media y profunda de la piel. Los rayos UVB solo penetran la epidermis, capa superficial de la piel, pero sus efectos son acumulativos a través de los años y está demostrado que causan el 90 % de los melanomas y otros tipos de cáncer de piel. 
Los rayos UVB causan quemaduras, los rayos UVA causan bronceados.
La presencia e intensidad de los RUV varía durante el día. Entre las 10:00 h y 15:00 h están presentes ambos en mayor intensidad.
Los rayos UV atraviesan nubes y se reflejan en la arena y algunas superficies. Es por esto que en días nublados y en ocasiones bajo sombra podemos broncearnos si no nos aplicamos un protector solar.

## Capital solar
El capital solar es el número de horas que un individuo puede exponer su piel al sol durante toda su vida. Una vez consumido, comienzan los problemas cutáneos. El capital solar de cada persona está predeterminado genéticamente.[cita requerida]

## Factor adecuado
El FP o IP es el índice o factor de protección, cuyo número indica el tiempo que puede exponerse la piel protegida sin quemarse frente a la radiación ultravioleta.
En la práctica, la protección de un protector solar en particular depende de factores tales como:
- Tipos de bloqueador solar.
- El tipo de piel de la persona.
- La cantidad aplicada de protector solar y la frecuencia de aplicación.
- Actividades realizadas durante la exposición al sol (por ejemplo, nadar lleva a la pérdida del protector solar de la piel en menor tiempo).
- Cantidad de protector solar que la piel ha absorbido.

Las pieles claras son mucho más sensibles al sol que las oscuras. Se definen principalmente estos dos fototipos de piel:
- Piel clara: piel levemente pigmentada, que se quema algunas veces y se broncea ligeramente.
- Piel oscura: piel que no suele quemarse y que siempre se broncea.

Recomendaciones orientativas del Departamento de Sanidad y Seguridad Social según el UVI (Nivel de Radiación).
| Nivel de radiación (UVI) | Piel Clara                     | Piel Clara                 | Piel Oscura                    | Piel Oscura                |
| Nivel de radiación (UVI) | Exposición máx. sin protección | Índice protección indicado | Exposición máx. sin protección | Índice protección indicado |
| 0-2 (bajo)               | 80 minutos                     | 15                         | 110 minutos                    | 8                          |
| 3-5 (moderado)           | 40 minutos                     | 25                         | 60 minutos                     | 15                         |
| 6-7 (alto)               | 25 minutos                     | 30                         | 35 minutos                     | 25                         |
| 8-10 (muy alto) Verano   | 20 minutos                     | 50+                        | 30 minutos                     | 30                         |
| 11+ (extremo) Verano     | 15 minutos                     | 50+                        | 25 minutos                     | 50+                        |

## Consejos de utilización
- Aplíquese el fotoprotector generosamente por todo el cuerpo y cada media hora antes de la exposición solar.
- Vuélvase a aplicar el producto cada dos horas y después de cada baño.
- Los fotoprotectores una vez abiertos comienzan a perder cualidades por lo que se recomienda comprar protectores solares nuevos cada año.
- No tome el sol al mediodía entre las 11:00 y las 16:00.
- Los niños menores de tres años no deben exponerse al sol durante las horas centrales del día ni estar demasiadas horas al sol.
- Es recomendable protegerse con sombrilla, sombrero de ala ancha y gafas homologadas con filtro UV.
- Compruébese, si está medicándose, que los medicamentos no sean fotosensibilizantes, pues pueden provocarle quemaduras.
- Bébase agua en abundancia para evitar deshidrataciones.
- Evítese usar colonias con alcohol pues pueden producir manchas.
- Si se advierte que alguna peca o lunar cambia de color, tamaño o forma, consúltese a un dermatólogo.
- Después de la exposición solar es recomendable el uso de una emulsión reparadora para calmar, hidratar y reestructurar la piel.

## Ingredientes cosméticos con acción de filtro ultravioleta
- Dióxido de titanio
- Octinaxato
- Octisalato
- Benzofenonas